# Tina Aumont

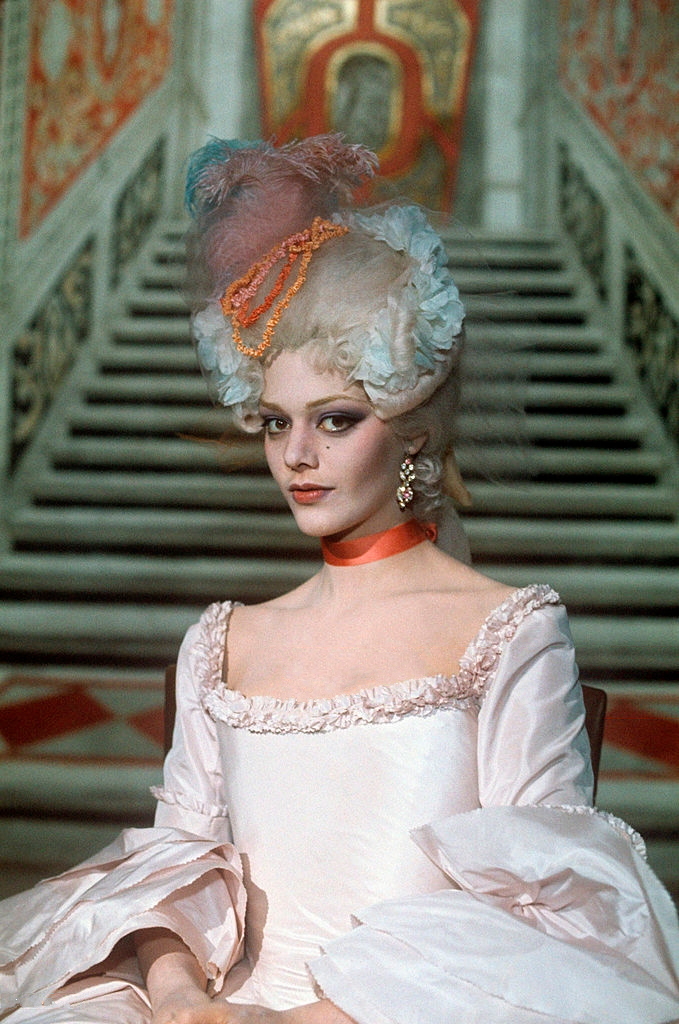
Tina Aumont in Fellinis Casanova (1976)

Maria Christina Aumont (* 14. Februar 1946 in Hollywood, Los Angeles, Kalifornien; † 28. Oktober 2006 in Port-Vendres, Département Pyrénées-Orientales) war eine französische Schauspielerin.

## Leben
Ihre Eltern waren die Schauspieler María Montez und Jean-Pierre Aumont. Sie war von 1963 bis 1967 mit dem französischen Regisseur und Schauspieler Christian Marquand verheiratet, daher trat sie auch unter dem Namen Tina Marquand in Erscheinung. Ihr Onkel war der Regisseur und Drehbuchautor François Villiers. Sie starb mit 60 Jahren an einer Lungenembolie. Die Beisetzung fand auf dem Cimetière du Montparnasse in Paris statt.
Aumonts Darstellungen waren meist die von unschuldig wirkenden, ins Verderben führenden Frauen. Nach ihrem Debüt in Modesty Blaise trat sie vor allem in italienischen Filmen auf, weshalb sie auch einige Zeit in Rom lebte.

## Filmografie (Auswahl)
- 1966: Die Beute (La Curée)
- 1966: Modesty Blaise – Die tödliche Lady (Modesty Blaise)
- 1966: Zwei tolle Kerle in Texas (Texas Across the River)
- 1967: Bradock – drei Unzen Blei zum Fünf-Uhr-Tee (Troppo per vivere… poco per morire)
- 1967: Mit Django kam der Tod (L'uomo, l'orgoglio, la vendetta)
- 1967: Scusi, lei è favorevole o contrario?
- 1968: Partner
- 1969: Alibi (L’Alibi)
- 1969: Die Degenerierten (Satyricon)
- 1969: Kindheit, Berufung und erste Erlebnisse des Venezianers Giacomo Casanova (Infanzia, vocazione e prime esperienze di Giacomo Casanova, veneziano)
- 1970: Necropolis
- 1970: L’urlo
- 1971: Marschbefehl zur Hölle (Il Sergente Klems)
- 1972: Die Sünde (Bianco, rosso e… )
- 1973: Blu Gang
- 1973: Malizia
- 1973: Die Säge des Teufels (I corpi presentano tracce di violenza carnale)
- 1974: Lifespan – Das Geheimnis des Lebens (Lifespan)
- 1975: Der Messias (Il Messia)
- 1976: Nina – Nur eine Frage der Zeit (A Matter of Time)
- 1976: Die Macht und ihr Preis (Cadaveri eccellenti)
- 1976: Fellinis Casanova (Il Casanova di Federico Fellini)
- 1976: Salon Kitty
- 1991: Schmutziger Engel (Sale comme un ange) (im Schnitt entfernter Auftritt)